# Okręg wyborczy Southampton Itchen
Niektóre z zamieszczonych tu informacji od 2007 wymagają weryfikacji.
 Po wyeliminowaniu niedoskonałości należy usunąć szablon {{Dopracować}} z tego artykułu.

Okręg wyborczy Southampton Itchen powstał w 1950 r. i wysyła do brytyjskiej Izby Gmin jednego deputowanego. Obejmuje wschodnią część miasta Southampton.

## Deputowani do brytyjskiej Izby Gmin z okręgu Southampton Itchen
- 1950–1955: Ralph Morley, Partia Pracy
- 1955–1971: Horace King, Partia Pracy, od 1965 r. bezpartyjny jako Spiker Izby Gmin
- 1971–1983: Bob Mitchell, Partia Pracy, od 1981 r. Partia Socjaldemokratyczna
- 1983–1992: Christopher Chope, Partia Konserwatywna
- 1992-2015: John Denham, Partia Pracy
- 2015-2024: Royston Smith, Partia Konserwatywna
- 2024- : Darren Paffey, Partia Pracy